# Where Is My Mind?
"Where Is My Mind?"는 미국의 얼터너티브 록 밴드 픽시스의 노래이다. 1988년 그들의 데뷔 앨범인 Surfer Rosa의 7번째 수록곡이기도 하다. 밴드의 프런트맨인 블랙 프랜시스가 매사추세츠 대학교 애머스트에 제학중이던 시절에, 카리브 제도에서 스쿠버 다이빙을 한 경험에서 영감을 받아 썼다. 그는 후에 "아주 작은 물고기가 저를 쫓아왔어요. 저는 그 물고기가 왜 그런 행동을 했는지 모르겠어요."라고 말하였다. 이 곡은 싱글 앨범으로 발매되지는 않았지만, 밴드의 시그니쳐 송 중 하나이다. 2004년 코첼라 페스티벌에서 한 이 곡의 라이브 버전이 비트토렌트를 통해 무료로 배포하였다.